# Toyota Auris
La Toyota Auris è un modello di automobile costruito dalla casa automobilistica giapponese Toyota, appartenente al segmento delle compatte a due volumi tre o cinque porte e sostituisce nella gamma la Toyota Corolla da febbraio 2007 al 28 agosto 2018 quando, dopo aver presentato gli esterni della terza serie della vettura al Salone dell'automobile di Ginevra dello stesso anno, la casa decide con un contrordine di voler abbandonare definitivamente il nome "Auris" usato nel Vecchio Continente per passare al nome "Corolla" già usato nel resto del mondo e anche in Europa sino al 2007.

## Prima generazione (E150, 2007-2012)

### Profilo e contesto
A metà anni 2000, in Europa, le vendite della Toyota Corolla E120, dopo un primo periodo abbastanza buono, iniziarono vertiginosamente a crollare. Per questo motivo, la filiale europea del marchio giapponese, decise, intorno al 2005, di studiare la progettazione di un modello completamente rinnovato e più efficiente rispetto al suo predecessore, che a causa dell'agguerrita concorrenza di modelli più avanzati come la Ford Focus, la Volkswagen Golf, la Renault Mégane e la Citroën C4, era considerato ormai troppo vecchio e obsoleto. Fu scelto così il nome Auris, un termine che deriva dalla parola latina aurum, che significa oro, segno della maggiore innovazione che avrebbe dovuto fornire al suo interno. Infatti, il modello, presentato al Motor Show di Parigi nel settembre 2006, venne lanciato per la prima volta ad inizio 2007, iniziò a riscuotere grande successo di vendite, tanto che la Toyota decise di commercializzarlo anche in alcuni mercati mondiali, come in Giappone, dove fu venduto insieme alla Toyota Blade, senza creare concorrenza alla nuova serie della Corolla, lanciata sempre nello stesso periodo. In gran parte di questi mercati fu usato il nome originale della vettura, tranne che nei principali mercati dell'Oceania dove fu prodotta con la vecchia denominazione di "Corolla".
La piattaforma è completamente nuova rispetto alla Corolla e adotta sospensioni anteriori MacPherson e al retrotreno il classico schema a ruote interconnesse per le motorizzazioni meno potenti mentre per i 2,2 litri Diesel sono disponibili i bracci multipli (schema Multilink). In Giappone è disponibile anche la versione a quattro ruote motrici e le varianti sportive equipaggiate con un motore 2.4 16V da 170 cavalli e un 3.5 V6 da 275 cavalli a trazione integrale e cambio automatico a 6 rapporti.

### Restyling 2010

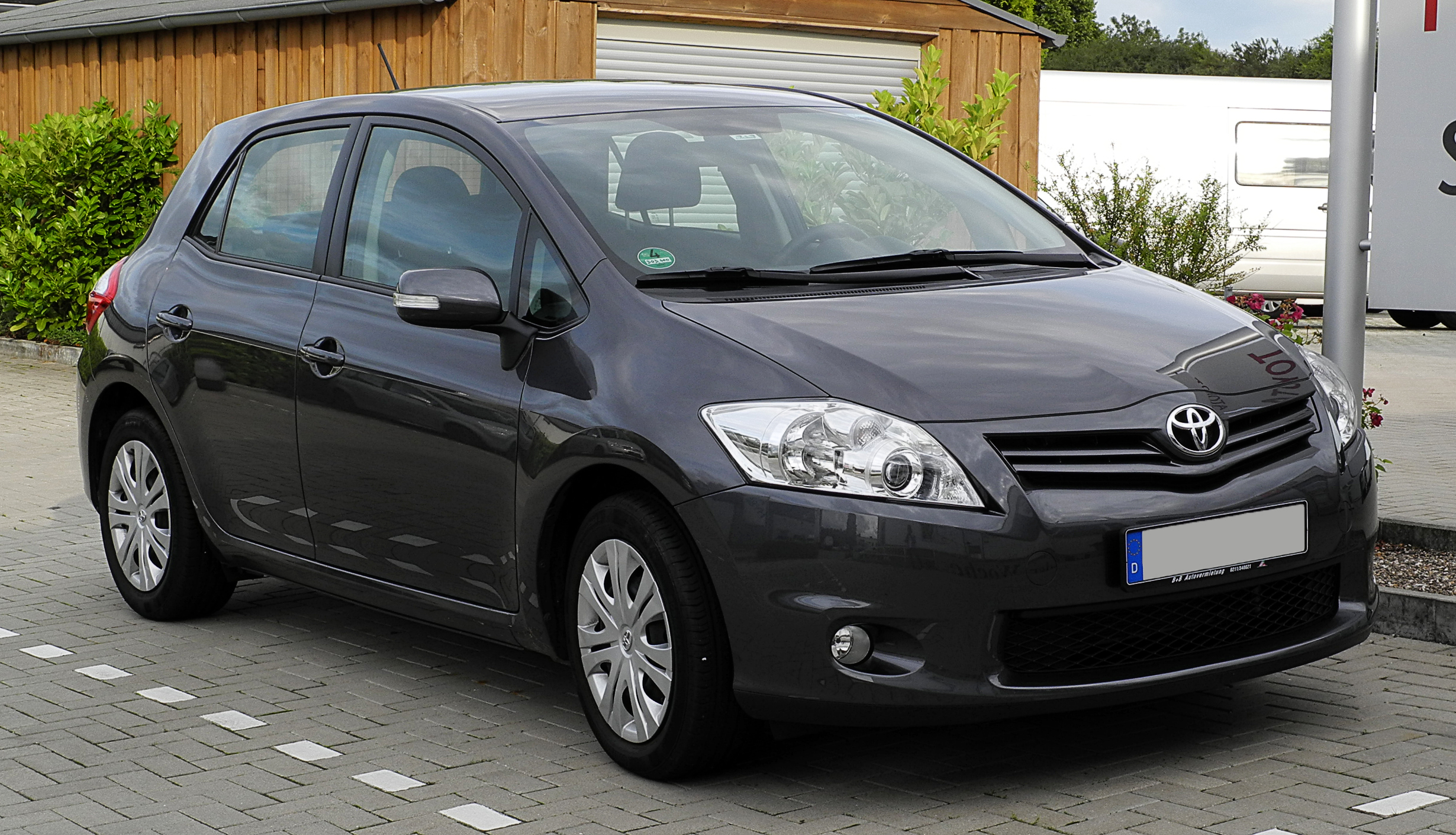
Auris restyling del 2011.

Nei primi mesi del 2010 è commercializzato il nuovo modello della Auris, rivisto in alcuni dettagli del frontale, reso più sportivo dai fari fumé, da una nuova mascherina e da un paraurti dal nuovo design, e dalla coda, dotata di nuovi fanali e paraurti. Da segnalare l'ingresso nella gamma Auris della versione ibrida HSD.

### Allestimenti
Nel mercato italiano i livelli di allestimento sono due (Base e Sol) per tutte le motorizzazioni, escluso il 2.2 D-Cat che ne ha solo una. Il 1.6, il 1.4 D-4D e il 2.0 D-4D hanno due versioni Sol con cambio automatico; una a tre porte e l'altra a cinque. In totale ci sono 20 modelli.

### Sicurezza
La Auris ha preso 35 punti su 37 nei crash test dell'Euro NCAP grazie alla completa dotazione di serie, comprendente: 9 airbag (ma considerando, come quasi tutte le altre case automobilistiche fanno, che gli airbag a tendina sono 2 in totale gli airbag sono 7), struttura dell'abitacolo indeformabile, pretensionatori delle cinture di sicurezza su tutti i sedili, e sedili Whiplash Injury Lessening (WIL), ovvero disegnati in modo che in caso di tamponamento riducano le lesioni al collo e il colpo di frusta con poggiatesta attivi.
Ha conseguito ottimi risultati anche nel crash test frontale del NasvaNCAP (6 stelle su 6 sia per il guidatore che per il passeggero).
Per la sicurezza attiva in tutte le versioni sono presenti: ABS con EBD e BAS, ESP (controllo elettronico della stabilità) e TSC (controllo elettronico della trazione). La carreggiata anteriore è ampia per il segmento: 1525 mm. Anche la carreggiata posteriore è di 1525 mm.

### Motorizzazioni
| Modello             | Disponibilità        | Motore                       | Cilindrata (cm³) | Potenza massima kW (CV) | Coppia massima N·m/rpm | Emissioni CO2 (g/km) | Velocità max (km/h) | Acceler. 0–100 km/h | Consumo medio (km/l) |
| ------------------- | -------------------- | ---------------------------- | ---------------- | ----------------------- | ---------------------- | -------------------- | ------------------- | ------------------- | -------------------- |
| Versioni a benzina  |                      |                              |                  |                         |                        |                      |                     |                     |                      |
| 1.3 Dual VVT-I      | dal 2009             | 4 cilindri in linea, benzina | 1329             | 73 (99)                 | 132/3800               | 135 (136 Sol)        | 175                 | 13"1                | 17,2                 |
| 1.6 Valvematic      | dal 2009             | 4 cilindri in linea, benzina | 1598             | 97 (132)                | 160/4400               | 153                  | 195                 | 10"                 | 15,2                 |
| 1.6 Valvematic M-MT | dal 2009             | 4 cilindri in linea, benzina | 1598             | 97 (132)                | 160/4400               | 146                  | 195                 | 11"9                | 15,9                 |
| Versioni a gasolio  |                      |                              |                  |                         |                        |                      |                     |                     |                      |
| 1.4 D-4D            | dall'esordio         | 4 cilindri in linea, Diesel  | 1364             | 66 (90)                 | 205/1800-2800          | 127 (128 Sol)        | 175                 | 11"9                | 20,8                 |
| 1.4 D-4D M-MT       | dall'esordio         | 4 cilindri in linea, Diesel  | 1364             | 66 (90)                 | 190/1800               | 130                  | 175                 | 14"7                | 20,4                 |
| 2.0 D-4D            | dall'esordio         | 4 cilindri in linea, Diesel  | 1998             | 93 (126)                | 310/1600-2400          | 138                  | 195                 | 10"3                | 19,2                 |
| 2.2 D-CAT           | dall'esordio al 2009 | 4 cilindri in linea, Diesel  | 2230             | 130 (177)               | 400/2000               | 164                  | 210                 | 8"1                 | 14,7                 |
| Versioni ibride     |                      |                              |                  |                         |                        |                      |                     |                     |                      |
| 1.8 HSD Hybrid      | dal 2010 al 2012     | Ibrido                       | 1798             | 73 (99)                 | 142/4000               | 89                   | 180                 | 11"                 | 25,6                 |
| 1.8 HSD Hybrid      | dal 2013             | Ibrido                       | 1798             | 73 (99)                 | 142/4000               | 87                   | 180                 | 10"                 | 27                   |

NB: tutti i motori della Auris sono dotati di distribuzione a catena, che riduce i costi di manutenzione per i tagliandi rispetto a una distribuzione a cinghia.

## Seconda generazione (E180, 2012-2018)

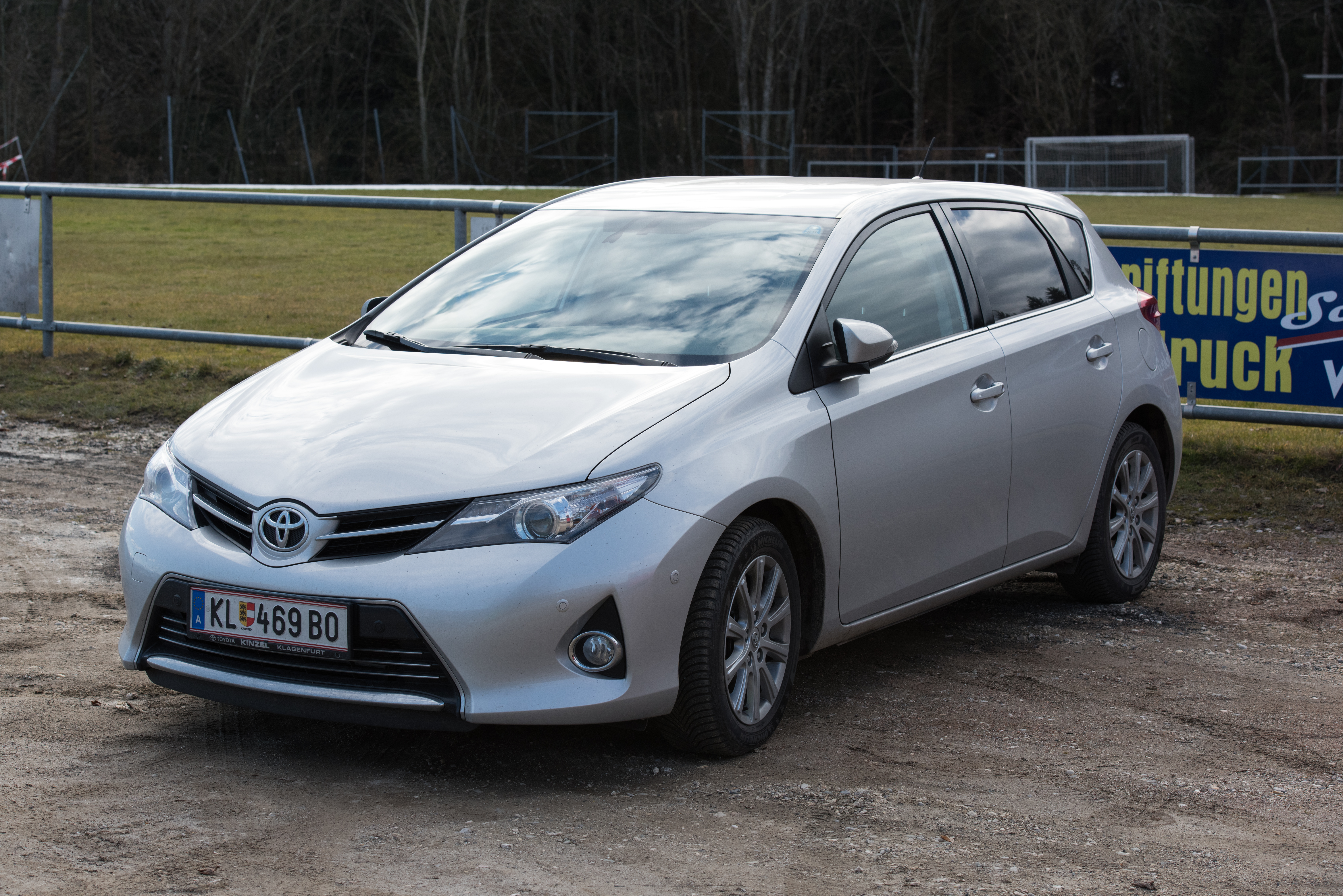
Auris II serie del 2015.

La seconda serie della Auris è stata lanciata al Salone dell'automobile di Parigi del 2012 ed è completamente diversa dalla vecchia serie.
Causa insuccesso commerciale, la variante 3 porte non è stata riproposta, ma dal 2013 la Toyota ritorna nel segmento delle station wagon medie lanciando la Auris Touring Sports, variante SW della Auris E180.

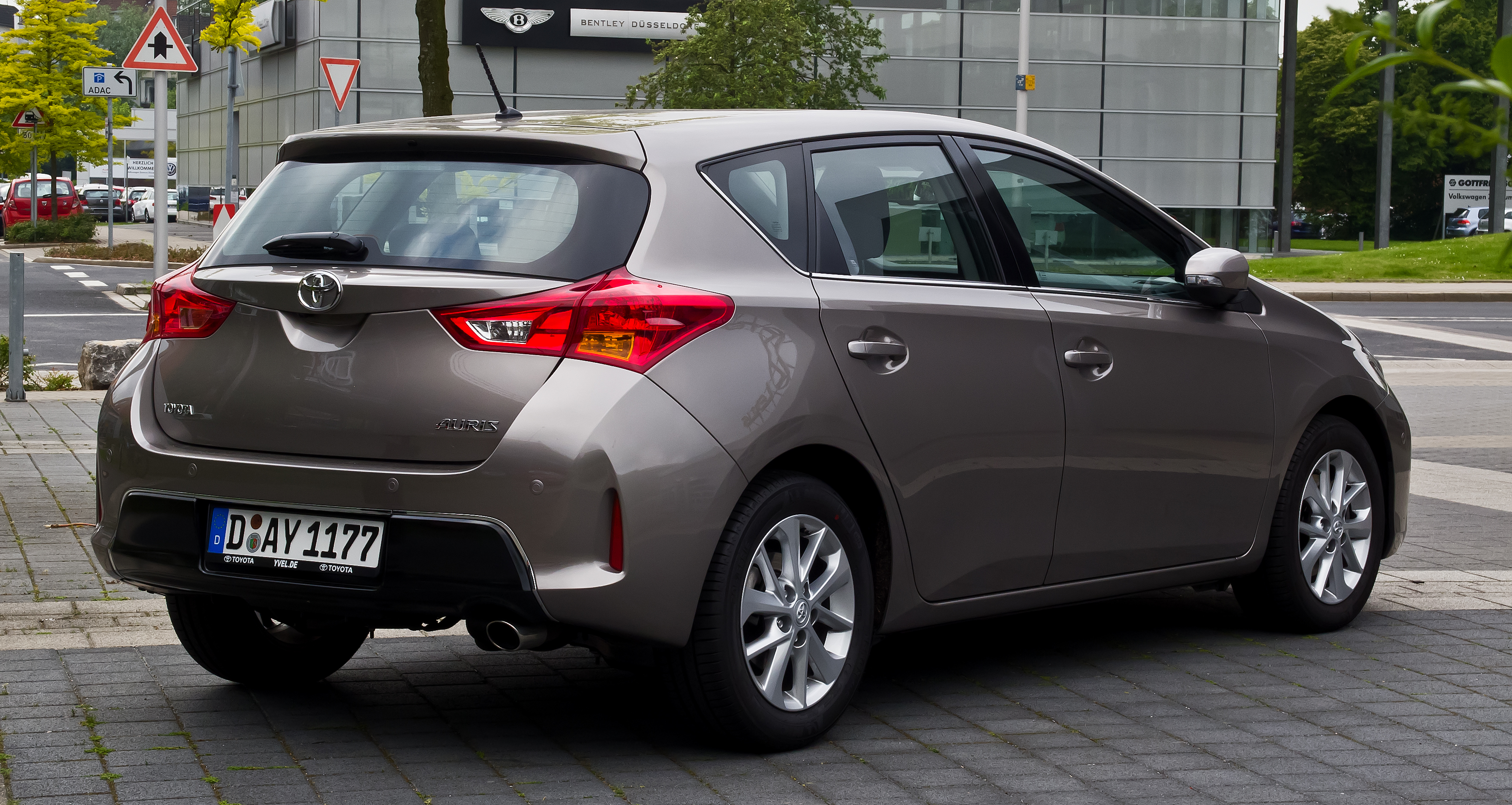
Posteriore di una Auris II serie del 2013.

Diversamente, la variante ibrida è rimasta in commercio ed è disponibile in tutte e 2 le carrozzerie: dalla fine del 2012 è disponibile in versione 5 porte, mentre dalla fine del 2013 la Auris Hybrid è disponibile anche come station wagon.
A differenza della precedente generazione, la Auris E180, dal 2014 viene venduta anche in Nord America, prima come Scion iM fino al 2016, poi come Toyota Corolla iM dal 2016 al 2018.
Nel 2015 arriva un restyling estetico che cambia la mascherina e i paraurti, dando maggiore personalità e fluidità alla vettura, e vengono inoltre modificati anche gli interni con plastiche migliorate e nuovi dettagli (nuovo sistema multimediale, nuovi tessuti e ambienti interni). Arrivano delle novità anche per quanto riguarda le motorizzazioni: c'è un nuovo motore turbocompresso ad iniezione diretta di benzina, un 1200 cm³ da 116 CV chiamato internamente 8NR-FTS e un inedito 1.6 D-4D a gasolio da 112 CV, motore di derivazione BMW che aveva esordito poco prima dalla Toyota Verso. Quest'ultimo motore sostituisce il 2.0 D-4D usato in precedenza mentre il 1.2 turbobenzina sostituisce sia il 1.3 da 99 CV sia il 1.6 da 132 CV disponibili in precedenza, il tutto nell'ottica del downsizing.
Dal mese di gennaio del 2018 sul mercato italiano viene commercializzata, per entrambe le carrozzerie, la sola versione ibrida (la più venduta della gamma) in seguito alla volontà del costruttore di eliminare le motorizzazioni a gasolio dal mercato italiano.
La seconda serie è stata sottoposta ai crash test dell'Euro NCAP nel 2013 con il risultato di 5 stelle.